# Фредеріка де Лагуна

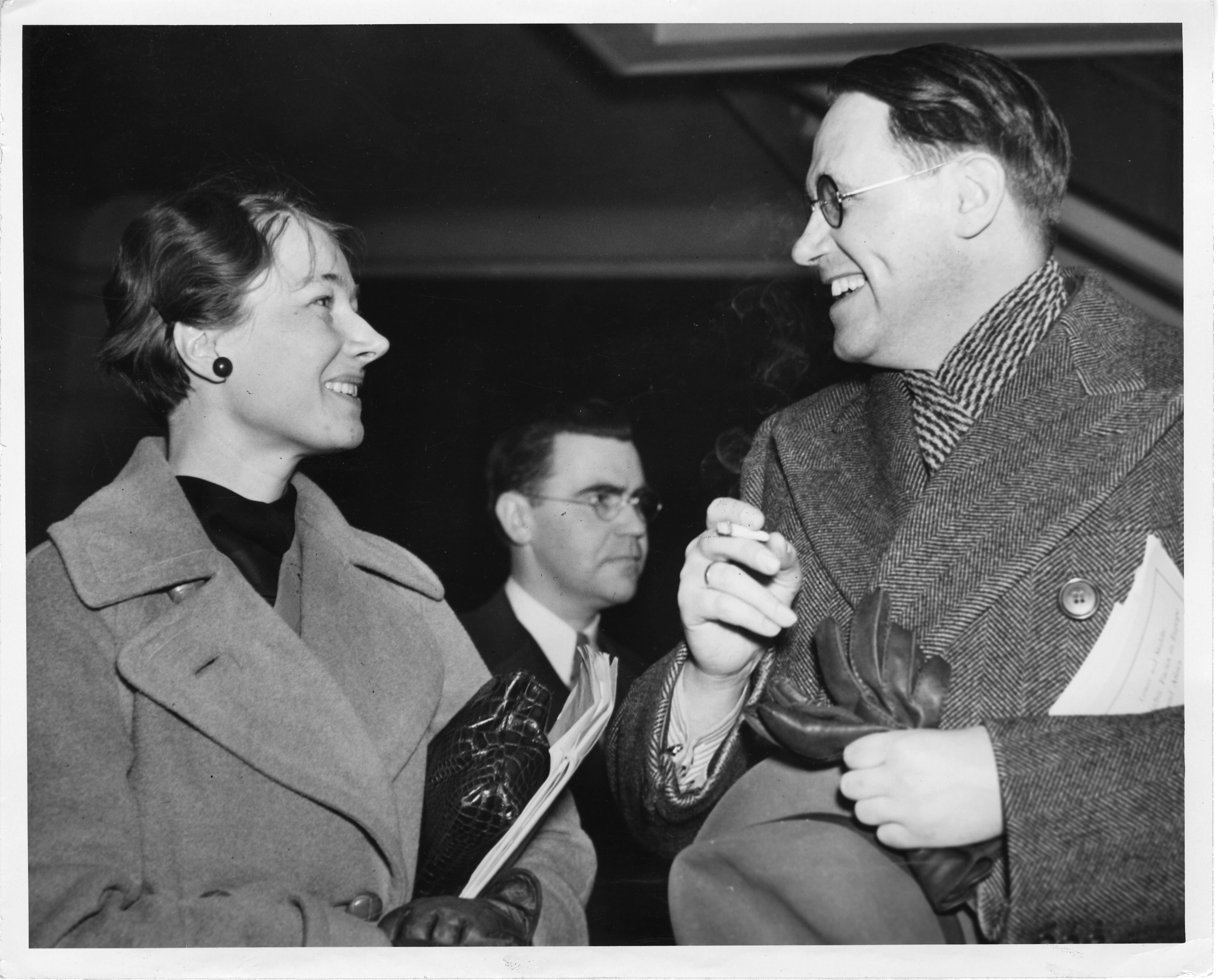
Світлмна 1937 року. З данським філологом та антропологом.

Фредеріка («Фредді») Енніс Лопес де Лео де Лагуна (англ. Frederica ("Freddy") Annis Lopez de Leo de Laguna; (3 жовтня 1906 , Анн-Арбор, Мічиган  — 6 жовтня 2004 , Haverfordd )) — американська вчена антрополог, етнограф і археолог; учасниця Другої світової війни Член Національної АН США (1975) .

## Життєпис
Фредеріка де Лагуна народилася 3 жовтня 1906 року в місті Анн-Арбор, штат Мічиган, США. Її батьками були професори філософії Брін-Мар-коледжу Теодор де Лагуна (1876—1930) і Грейс де Лагуна (1878—1978). До дев'ятирічного віку дівчинка часто хворіла, тому батьки самостійно давали їй домашню освіту. Фредеріка мала молодшого брата на ім'я Воллес.
У 1923 році Фредеріка вступила до Брін-Мар-коледжу, де викладачами працювали її батьки, і закінчила його в 1927 році за спеціальністю «політика та економіка» з нагородою « кум лауде». Після цього вона вступила до Колумбійського університету, де навчалася під керівництвом таких відомих професорів як Франц Боас, Глэдис Рейхард та Рут Бенедикт . В 1928 році де Лагуна здійснила освітні поїздки в Англію, Францію та Іспанію, а в 1929 році — до Гренландії. На цьому крижаному острові вона провела півроку, начальником експедиції був відомий данський археолог-антрополог Теркел Матиассен, ця експедиція стала найбільшим вивченням острова, його корінного населення та мистецтва на той момент. За результатами цієї подорожі 27-річна де Лагуна в 1933 році отримала від Колумбійського університету науковий ступінь доктора філософії.
Вже в 1930 році 24-річна де Лагуна самостійно організувала експедиції до затоки Принца Вільгельма та затоки Кука, оскільки призначений керівник, данський філолог та антрополог Кай Биркет-Смит захворів і не зміг виконувати свої обов'язки. З цієї поїздки де Лагуна привезла кілька цінних експонатів для Музею археології та антропології Пенсільванського університету, у зв'язку з чим той проспонсував наступні дві її експедиції до затоки Кука у 1931 та 1932 роках. У 1933 році відбулася ще одна велика експедиція до затоки Принца Вільгельма. У 1935 році де Лагуна досліджувала частини долин річок Юкон та Танана. У 1935—1936 роках працювала в резервації індіанців піма в Аризоні.
1938 року Брін-Мар-коледж, де колись навчалася де Лагуна, запросив її викладачем. Жінка пропрацювала на цій посаді чотири роки, а 1942 року пішла в армію, до ВМФ, служила в жіночому підрозділі WAVES у званні лейтенанта. Паралельно зі службою де Лагуна встигала вести заняття в жіночому гуманітарному Сміт-коледжі, так тривало до 1945 року, до кінця війни. Відразу після закінчення війни де Лагуна повернулася до викладання в Брін-Мар-коледжа, а в 1950-х роках переїхала на Аляску, де розпочала роботу над тритомною роботою про тлінкіти. У 1967 році обійняла посаду президента Американської антропологічної асоціації .
У 1975 році де Лагуна, у зв'язку з віком, закінчила кар'єру вченого, хоча й здійснила ще одну подорож до містечка Упернавік у Гренландії. Крім того, вона була співробітником Служби лісу США і заснувала власне видавництво Frederica de Laguna Northern Books Press. Підписала « Попередження людству» (1992) .
Фредеріка де Лагуна померла 6 жовтня 2004 року в містечку Хейверфорд , штат Пенсільванія (США), у віці 98 років і 3 дні .

### Визнання та нагороди
- 1938—1975 — засновник та керівник кафедри антропології в Брін-Мар-коледжі
- 1947—1949, 1972—1976 — «visiting professor» («запрошений професор») у Пенсільванському університеті
- 1949—1950 — віце-президент Американського археологічного товариства[en]
- 1959—1960, 1972—1973 — «запрошений професор» у Каліфорнійському університеті в Берклі
- 1966—1967 — президент Американської антропологічної асоціації (ААА)
- 1972 — Lindback Award
- з 1976 — членство в Національній академії наук США (перша жінка, яка удостоїлася цієї честі, спільно з Маргарет Мід)
- 1986 — Distinguished Service Award від ААА
- 1996 — потлач від мешканців боро Якутат
- 1997 — головна роль у документальному фільмі Reunion Under Mount Saint Elias
- 1999 — Медаль Люсі Вортон Дрексел

## Вибрані наукові праці
- The thousand march: Adventures of an American boy with the Garibaldi. (1930) Бостон: Little, Brown. OCLC 3940490
- The arrow points to murder. (1937) Гарден-Сити (Нью-Джерси): Crime Club, Inc. OCLC 1720968
- Fog on the mountain. (1938) Хомер (Аляска): Kachemak Country Publications. OCLC 32748448
- Under Mount Saint Elias: The history and culture of the Yakutat Tlingit: Part one, pdf. Smithsonian contributions to anthropology, v. 7. (1972) Вашингтон (округ Колумбия): Smithsonian Institution Press. OCLC 603795
- Voyage to Greenland: A personal initiation in anthropology. (1977) Нью-Йорк: Norton. OCLC 2646088
- The Tlingit Indians (в соавторстве с Джорджем Эммонсом[en]). (1991) Нью-Йорк: Американский музей естественной истории. OCLC 23463915
- Tales from the Dena: Indian stories from the Tanana, Koyukuk, and Yukon rivers (в соавторстве с Норманом Рейнолдсом и Дейлом ДеАрмондом). (1994) Сиэтл: University of Washington Press[en]. OCLC 31518221
- Travels among the Dena: Exploring Alaska's Yukon valley. (1997) Сиэтл: University of Washington Press. OCLC 42772476
- Frederica de Laguna and the Modern Inhabitants of Yukon Island (2006)